# 60 Echo
Echo (asteroide 60) é um asteroide da cintura principal com um diâmetro de 60,2 quilómetros, a 1,9578777 UA. Possui uma excentricidade de 0,18203332 e um período orbital de 1 352,58 dias (3,7 anos).
Echo tem uma velocidade orbital média de 19,25164172 km/s e uma inclinação de 3,60208345º.
Este asteroide foi descoberto em 14 de Setembro de 1860 por James Ferguson. Seu nome vem da personagem mitológica grega Eco